# Frederick Forsyth bemutatja
Frederick Forsyth eredeti történetei  alapján készült hat részes sorozat. Mindegyik történet a szerző felvezetésével kezdődik. Az Átverés című regény négy rész történetét tartalmazza.
Magyarországon videókazettán jelent meg a Zoom Kft kiadásában majd a régi TV3 vetítette.
A sorozat részei:

## Epizódok
| No. | Cím                                                    | Rendező               | Írta         | Eredeti adás       |
| --- | ------------------------------------------------------ | --------------------- | ------------ | ------------------ |
| 1 | „A harc áldozatai (A Casualty of War)”                 | Tom Clegg             | Murray Smith | 1989. december 2.  |
| Szereplők: Alan Howard as Sam McCready, David Threlfall as Tom Rowse, Amanda Burton as Nicola, Shelley Hack as Monica Browne, Clarke Peters as Grover T. Fleming, Tony Lo Bianco as Carlos the Jackal, Pamela Villoresi as Antonella, Gottfried John as Rodimstev. |                                                        |                       |              |                    |
| 2 | „Egy másik titok (Just Another Secret)”                | Lawrence Gordon Clark | Murray Smith | 1989. december 9.  |
| Szereplők: Beau Bridges as Jack Grant, Alan Howard as Sam McCready, Kenneth Cranham as Brosch, James Faulkner as Markus Vogel, Erich Hallhuber as Dieter Oberg, Enn Reitel as Dietrich, Michael Ensign as Chuck Lupus, Beatie Edney as Anneliese, Thomas Wheatley as Malcolm Turner, Donald Arthur as Stevens, Richard Kane as Zaitsev, David Howey as Schnabel, Timothy Kightley as Rudi Junsche, Carolyn Choa as Anthea, Bernd Stephan as Dr Ziegler.            |                                                        |                       |              |                    |
| 3 | „Büszkeség és balítélet (Pride and Extreme Prejudice)” | Ian Sharp             | Murray Smith | 1989. december 16. |
| Szereplők: Brian Dennehy as Bruno Morenz, Alan Howard as Sam McCready, Simon Cadell as Wilson, Lisa Eichhorn as Claudia, Leonie Mellinger as Renate, Michael Shannon as Chapinski, Malcolm Storry as Pankratin, Patrick Pearson as Aust, Tony Doyle as Hoffman, Eamon Boland as Inspector Kleist, Guy Deghy as Glavatski, Anne Dyson as Ingrid, Niven Boyd as Scott, Sabina Trooger as Irenya, Sebastian Baur as Ustinov.                                          |                                                        |                       |              |                    |
| 4 | „Egy csöppnyi napsütés (A Little Piece of Sunshine)”   | James Cellan Jones    | Murray Smith | 1990. november 17. |
| Szereplők: Larry Lamb as Desmond Hannah, Chris Cooper as Ernie Favaro, Philip Michael Thomas as Tomson, Kitty Aldridge as Sabrina, Lauren Bacall as Beatrix Coltrane, Alan Howard as Sam McCready, Clarence Thomas as Father Drake, Robert MacBeth as Livingstone, W. Paul Bodie as Bill Jones, Nelson Oramas as Carlos Garcia, Luis Alday as Hernandez. |                                                        |                       |              |                    |
| 5 | „A halál nem felejt (Death Has a Bad Reputation)”      | Lawrence Gordon Clark | Murray Smith | 1990. november 24. |
| Szereplők: Tony Lo Bianco as Carlos, Pamela Villoresi as Antonella, Elizabeth Hurley as Julia Latham, Gottfried John as Rodimstev, Alan Howard as Sam McCready, Venantino Venantini as Umberto Aidoni, David Lyon as Patrick Cowlishaw, Richard Hope as Spry, Garrick Hagon as Stephen T. Hamilton, Philip Lowrie as Superintendent Jamieson, Pier Luigi Misasi as Luca Chiesa, Sabina Trooger as Irenya, Udo Vioff as Andropov, Guy Scantlebury as Nick McCready. |                                                        |                       |              |                    |
| 6 | „A menyasszony ára (The Price of the Bride)”           | Tom Clegg             | Murray Smith | 1990. december 8.  |
| Szereplők: Mike Farrell as Joe Roth, Peter Egan as Dennis Gaunt, Robert Foxworth as Colonel Orlov, Diana Quick as Alice Daltrey, Alan Howard as Sam McCready, David Healy as Calvin Bailey, Bruno Dietrich as Gorodov, Don Fellows as Douglas, Ron Berglas as Carter, Colin Bruce as Frank Bell, Michael Eaves as Pelling, Clyde Gatell as Nelson, Gay Baynes as Mildred, Heather James as Sarah Campbell, Sarah Rhoades as Emily Bailey.                          |                                                        |                       |              |                    |

## Fordítás
- Ez a szócikk részben vagy egészben  a   Frederick_Forsyth_Presents című angol Wikipédia-szócikk fordításán alapul.  Az eredeti cikk szerkesztőit annak laptörténete sorolja fel. Ez a jelzés csupán a megfogalmazás eredetét és a szerzői jogokat jelzi, nem szolgál a cikkben szereplő információk forrásmegjelöléseként.

Az angol változat a magyar vonatkozásokkal lett kiegészítve.